# Lomatium minus
Lomatium minus là một loài thực vật có hoa trong họ Hoa tán. Loài này được (Rose ex Howell) Mathias & Constance mô tả khoa học đầu tiên năm 1942.